# 河北交通一卡通
河北交通一卡通是河北省内的交通一卡通系统，由河北省交通运输厅发起，河北一卡通交通服务有限公司负责系统的搭建和运营。
河北交通一卡通卡片采用交通运输部《城市公共交通IC卡技术规范》(JT/T 978）标准发行且加入了全国交通一卡通互联互通体系，不仅可在河北、天津、北京三省、市的公共交通工具上使用，还可在全国327个支持使用“交通联合”卡的城市的公共交通工具上使用。

## 历史
2015年5月底，河北交通一卡通互联互通体系正式开始建设。2016年7月8日，河北一卡通交通服务有限公司正式成立。该公司负责发行除石家庄、邯郸和廊坊三市的河北交通一卡通卡片，并负责河北省交通一卡通清分结算平台的搭建。2018年1月，河北省被纳入京津冀交通一卡通互联互通应用范围。2018年8月27日，河北交通一卡通虚拟卡正式上线Huawei Pay。

## 卡片种类
目前发行的河北交通一卡通卡可分为以下种类。
- 押金卡：办卡时收取20元/张押金，凭本人身份证办理，退卡时押金可退。
- 纪念卡：办卡时收取20元-不等的工本费，不需要实名办理，工本费不可退。
- 虚拟卡：通过各手机厂商渠道发行，收取服务费，退卡时不可退。

## 发卡信息
目前，河北交通一卡通卡片除石家庄、廊坊和邯郸外均由河北一卡通交通服务有限公司发行。河北交通一卡通正面卡面突出了河北省全省互联互通的概念，背面由各城市自行设计，凸显了本城市风景，并附有办卡说明、服务热线等信息。
| 地区     | 首发卡日期 | IIN       | 发卡品牌       | 发卡公司                                         |
| -------- | ---------- | --------- | -------------- | ------------------------------------------------ |
| 石家庄市 | 2016年8月  | 3104 9500 | 石家庄公交IC卡 | 石家庄市公共交通有限公司                         |
| 石家庄市 | 2016年8月  | 3104 9501 | 燕赵通         | 石家庄燕赵通科技有限公司                         |
| 保定市   | 2015年12月 | 3104 9502 | 保定卡         | 河北一卡通交通服务有限公司                       |
| 廊坊市   | 2016年8月  | 3104 9503 | 廊坊卡         | 廊坊市交通公路工程有限公司                       |
| 张家口市 | 2017年4月  | 3104 9504 | 张家口卡       | 河北一卡通交通服务有限公司                       |
| 唐山市   | 2018年3月  | 3104 9505 | 唐山卡         | 河北一卡通交通服务有限公司                       |
| 秦皇岛市 | 2016年10月 | 3104 9506 | 秦皇岛卡       | 河北一卡通交通服务有限公司                       |
| 承德市   | 2016年1月  | 3104 9507 | 承德卡         | 河北一卡通交通服务有限公司                       |
| 沧州市   | 2015年12月 | 3104 9508 | 沧州卡         | 河北一卡通交通服务有限公司                       |
| 邢台市   | 2016年10月 | 3104 9509 | 邢台卡         | 河北一卡通交通服务有限公司                       |
| 邯郸市   | 2016年1月  | 3104 9510 | 邯郸卡         | 河北一卡通交通服务有限公司                       |
| 衡水市   | 2016年9月  | 3104 9511 | 衡水卡         | 河北一卡通交通服务有限公司、衡水市公共交通总公司 |
| 邯郸市   | 2016年1月  | 3104 9512 | 邯郸市民卡     | 邯郸市民卡有限公司                               |
| 雄安新区 | 2018年9月  | 3104 9517 | 雄安行         | 中国雄安集团交通有限公司                         |

## 京津冀都市圈内使用
河北交通一卡通属于京津冀互联互通卡，可在京、津、冀三地的公共交通工具上使用并享受当地交通卡优惠。

### 河北省
河北省内所有公共交通工具均可使用河北交通一卡通并享受当地乘车优惠，惟现时石家庄地铁不给予异地交通联合卡优惠。下表列出了河北省内使用河北交通一卡通卡的优惠。
| 地区     | 领域     | 优惠             |
| -------- | -------- | ---------------- |
| 石家庄市 | 城市公交 | 9折              |
| 保定市   | 城市公交 | 7.5折            |
| 廊坊市   | 城市公交 | 8折              |
| 张家口市 | 城市公交 | 9折              |
| 唐山市   | 城市公交 | 9折              |
| 秦皇岛市 | 城市公交 | 8折或9折不等     |
| 承德市   | 城市公交 | 7.5折或9.5折不等 |
| 沧州市   | 城市公交 | 9折              |
| 邢台市   | 城市公交 | 9折              |
| 衡水市   | 城市公交 | 9折              |
| 邯郸市   | 城市公交 | 8折              |
| 邯郸市   | 城乡公交 | 9.5折            |

### 北京市
在北京公交使用河北交通一卡通时，享受5折优惠。乘坐北京地铁时，按基准价扣费，不享受计费优惠。

### 天津市
天津市内使用河北交通一卡通时，享受同本地交通卡优惠。

## 注解
1. ↑  发卡机构识别码